# Kazka
«KAZKA» — український музичний гурт, який виконує поп-музику з елементами електро-фолку. З моменту створення у 2017 році вокалістка Олександра Заріцька, сопілкар Дмитро Мазуряк та мультиінструменталіст Микита Будаш вже встигли стати «світовою сенсацією», «феноменом української естради», «Проривом року» за версією музичної премії M1 Music Awards, а також першим україномовним гуртом, що потрапив до всесвітньовідомого чарту SHAZAM та став рекордсменом серед українських артистів в YouTube. «Плакала» (сингл з дебютного альбому «KARMA») очолив музичні рейтинги в десятці країн, серед яких Україна, Латвія, Болгарія, Білорусь, Росія, Туреччина, Колумбія та інші, та побив безліч музичних рекордів в країнах пострадянського простору.
Продюсуванням і менеджментом групи займається Юрій Нікітін і компанія mamamusic.

## Історія

### 2017: «Свята» та «X-Фактор»
Вперше гурт «KAZKA» заявив про себе 1 березня 2017 року дебютним релізом пісні «Свята», який одразу став хітом і підкорив радіостанції України. Спочатку гурт складався з вокалістки Олександри Заріцької та мультиінструменталіста Нікіти Будаша (гітара, клавіші), який також працює над аранжуванням та звукорежисурою пісень. Саме на цю пісню у вересні вийшло дебютне музичне відео гурту, режисером якого став Сергій Ткаченко.
У 2017 році гурт взяв участь у кастингу восьмого сезону шоу «X-Фактор» з авторською піснею «Свята». Тренером гурту на проєкті став Андрій Данилко. За підсумками глядацького голосування музиканти «KAZKA» покинули шоу в 5 ефірі. Одразу після проєкту гурт презентував другий сингл «Дива», який в день прем'єри посів першу сходинку у топ-чарті iTunes.
Наприкінці року гурт був визнаний «Кращим дебютом року» за версією онлайн-журналу Karabas Live.

### 2018: «KARMA»
На початку 2018 року до гурту приєднався Дмитро Мазуряк, який грає більш ніж на тридцяти духових інструментах. 16 січня того ж року стало відомо, що гурт візьме участь у національному відборі на 63-ій пісенний конкурс «Євробачення». За результатами жеребкування, 10 лютого гурт виступив у першому півфіналі з піснею «Дива».
27 квітня 2018 року на цифрових майданчиках, відбувся реліз дебютного альбому гурту під назвою «KARMA». До альбому увійшло десять пісень: три вже відомі — «Свята», «Дива», «Сама», переспів пісні «Мовчати» гурту «Скрябін» і Ірини Білик та шість нових композицій. Наживо гурт презентував альбом 1 червня на першому сольному концерті у київському клубі Atlas.
Сингл «Свята» був визнаний «найкращою піснею поп-гурту», а сам гурт — «кращим дебютом» за версією радіостанції «Країна ФМ».
З синглом «Плакала», «KAZKA», вперше серед україномовних гуртів потрапила до одного з найпрестижніших світових чартів ТОП 10 Global Shazam.
Також «KAZKA» стала абсолютним рекордсменом серед вітчизняних артистів за кількістю переглядів і потрапила в ТОП 100 кращих кліпів на YouTube. 
Музикантам кілька разів присуджувалося звання «Прорив року», а з піснею «Плакала» вони отримали статуетку за «Хіт Року» за версією музичної премії M1 Music Awards і відзначилися в рейтингу найпопулярніших треків України за версією Apple Music. Гурт очолив музичні рейтинги в десятці країн, серед яких Україна, Латвія, Болгарія, Вірменія, Казахстан, Узбекистан, Білорусь, Росія, Колумбія і т. д. 

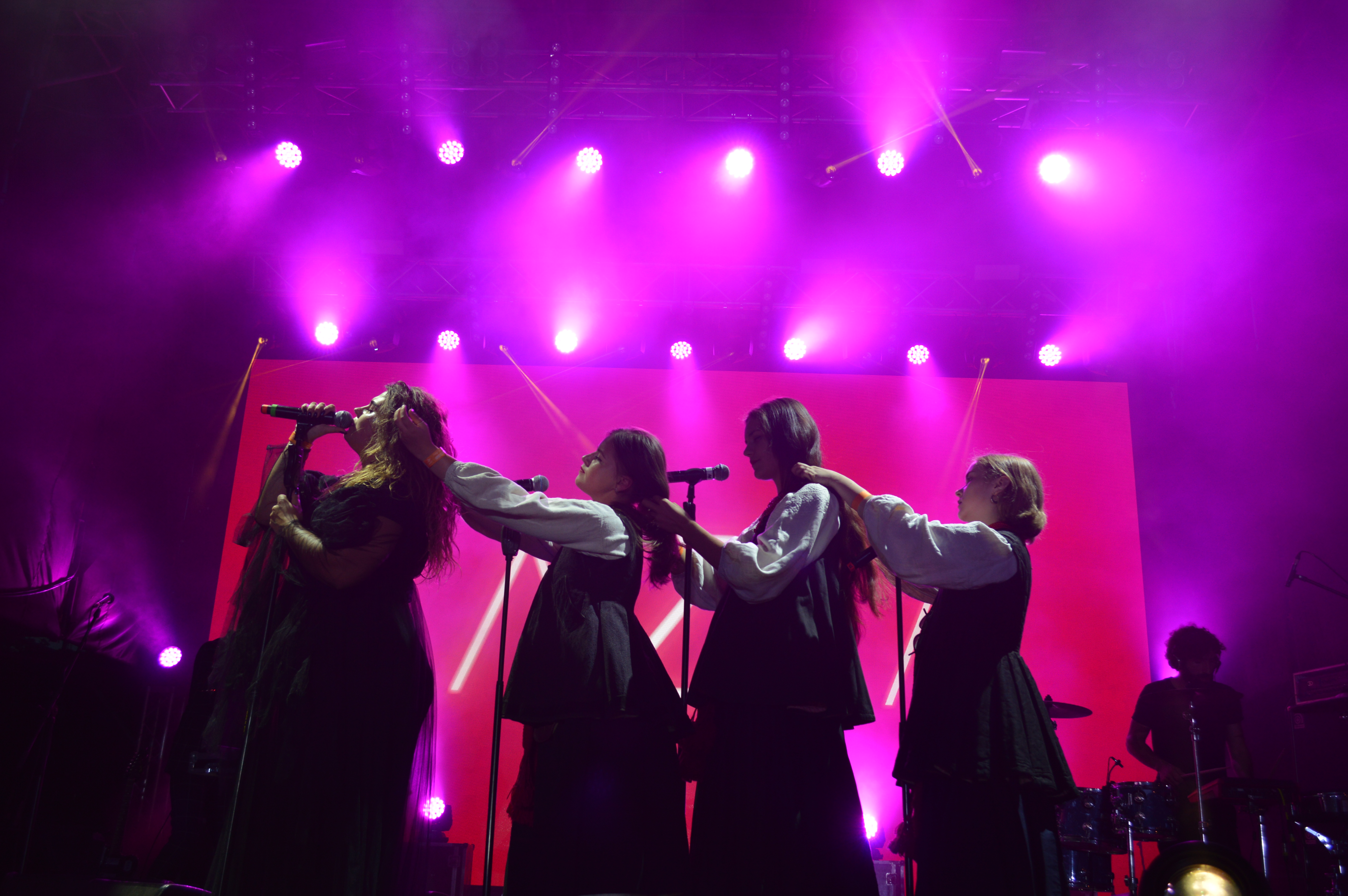
На фестивалі MRPL City, 2018

Влітку 2018 «KAZKA» брала участь у різноманітних українських фестивалях, як-от: «BeLive» (Київ), «Імпульс» (Харків), «MRPL City» (Маріуполь).
Восени гурт розпочав тур «KARMA» Україною на підтримку однойменного альбому, де до них приєднались барабанщик Eugene Kostyts та тріо хористок Василина Ткачук, Дарина Салій та Ярина Сізик.

### 2019: Відбір на «Євробачення» та «Nirvana»
16 лютого 2019 року гурт виступив у півфіналі відбору на «Євробачення 2019» з першим англомовним синглом «Apart».
На початку березня KAZKA вирушила у європейську частину «KARMAтур», у якій відвідала тринадцять міст Європи, зокрема Лісабон, Гаага, Варшава, Тель-Авів та інші.
Того ж місяця вийшла пісня «Bedingungslos» яку гурт записав спільно з німецьким репером Tua для його однойменного альбому.
На початку червня відбулася фінальна частина туру, в якому «KAZKA» відвідала шість міст Північної Америки, серед яких — Вашингтон, Нью-Йорк, Чикаго, Торонто та ін.
У 2019 році, за даними TopHit, пісня «Плакала» зібрала 198 365 ефірів на українських радіостанціях, а відеокліп зібрав 32 690 676 переглядів в YouTube.

### 2020 — дотепер
4 березня 2020 року відбувся перший великий сольний концерт гурту в «Київському Палаці спорту».
8 липня 2021 гурт виступив з сольним концертом на фестивалі «Atlas weekend».
У 2021 році, за даними TopHit, гурт KAZKA мав 1 071 378 ефірів на українських радіостанціях. Пісня «М‘ята» мала 259 790 ефірів, а «Поруч» (feat. Alekseev) — 276 926 ефірів.

## Критика
У грудні 2018 року інтернетом поширився фейк щодо можливого виступу гурту на російському поп-фестивалі «Пісня року», що проходитиме у німецькому Дюссельдорфі 2 березня 2019 року, на афішах якого оголосили виступ гурту KAZKA. Однак, музиканти заперечили свою участь у цьому заході. На думку продюсера Олександра Ягольника, у Німеччині «авторські права дуже сильно охороняють, і можуть бути дуже суворі санкції, якби продюсер KAZKA подав у суд на оргкомітет «Пісні року».

## Склад групи

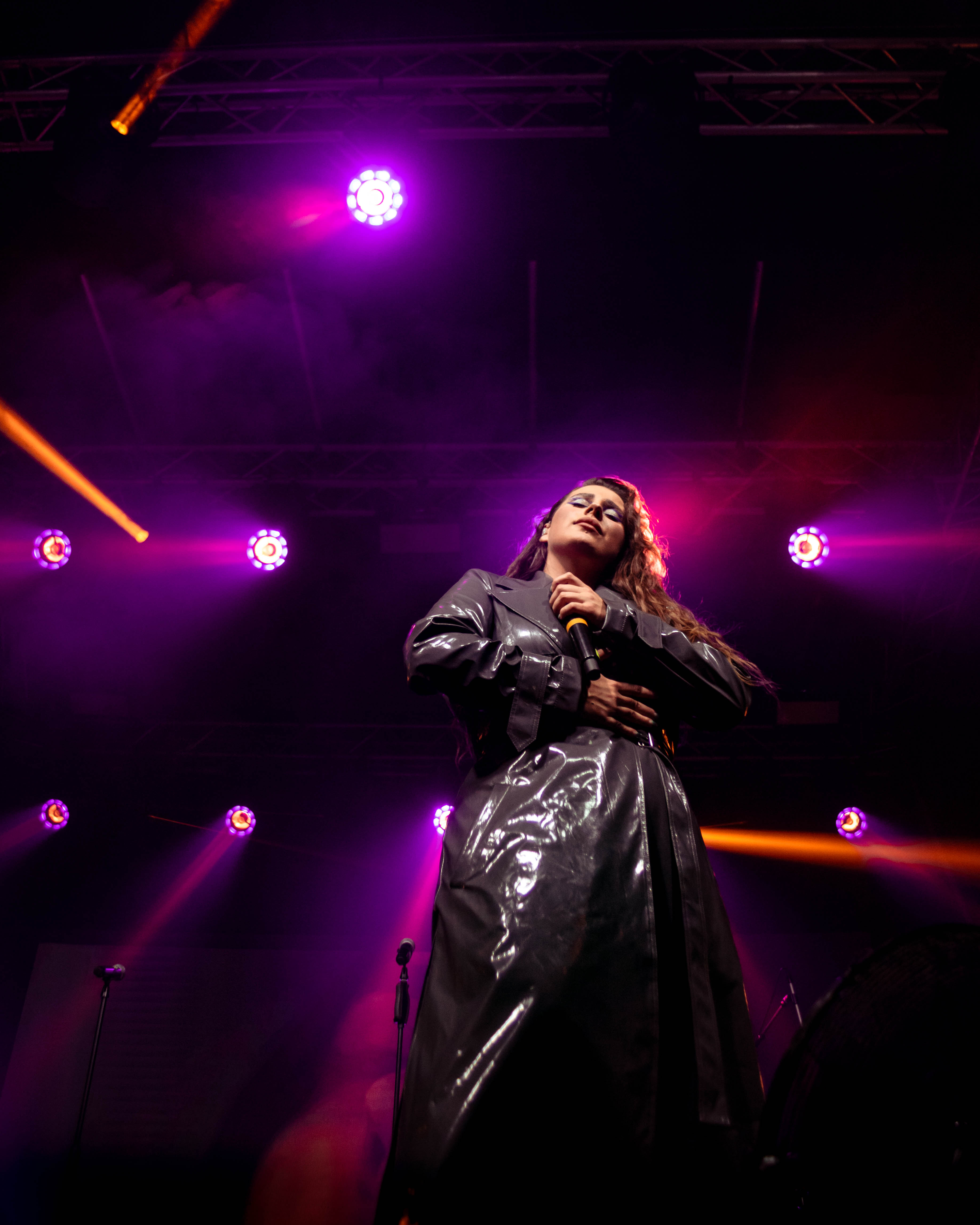
Олександра Заріцька на фестивалі «Українська пісня-2022» у Ґданську

| № | Солісти             | Роки перебування      | Знято кліпів | Випущено альбомів | Причина відходу | Замінили |
| - | ------------------- | --------------------- | ------------ | ----------------- | --------------- | -------- |
| 1 | Олександра Заріцька | з 2017 — дотепер      | 8            | 2                 | —               | —        |
| 2 | Микита Будаш        | з 2017 — дотепер      | 8            | 2                 | —               | —        |
| 3 | Дмитро Мазуряк      | з 2018 року — дотепер | 7            | 2                 | —               | —        |

 •  «—» чинний учасник

## Дискографія

### Студійні альбоми
| Назва   | Деталі                                                                           |
| ------- | -------------------------------------------------------------------------------- |
| KARMA   | - Дата: 27 квітня 2018 - Поширення: Mamamusic - Формат: CD, Цифрове завантаження |
| NIRVANA | - Дата: 27 грудня 2019 - Поширення: Mamamusic - Формат: Цифрове завантаження     |
| Svit    | - Дата: 5 листопада 2021 - Поширення: Mamamusic - Формат: Цифрове завантаження   |

## Сингли
| Рік  | Назва                   | Найвища позиція в чарті | Найвища позиція в чарті | Найвища позиція в чарті | Найвища позиція в чарті | Найвища позиція в чарті | Альбом        |
| Рік  | Назва                   | UKR TOP 40              | BLG TOP 20              | BLR TOP 500             | RUS TOP 100             | HUN TOP 40              | Альбом        |
| ---- | ----------------------- | ----------------------- | ----------------------- | ----------------------- | ----------------------- | ----------------------- | ------------- |
| 2017 | «Свята»                 | 5                       | —                       | —                       | —                       | —                       | KARMA         |
| 2017 | «Дива»                  | 5                       | —                       | —                       | —                       | —                       | KARMA         |
| 2018 | «Сама»                  | —                       | —                       | —                       | —                       | —                       | KARMA         |
| 2018 | «Плакала»               | 1                       | 1                       | 3                       | 1                       | 13                      | KARMA         |
| 2018 | «Cry»                   | —                       | —                       | —                       | —                       | —                       | Поза альбомом |
| 2019 | «Apart»                 | 10                      | —                       | —                       | —                       | —                       | Поза альбомом |
| 2019 | «Пісня сміливих дівчат» | 1                       | —                       | —                       | —                       | —                       | NIRVANA       |
| 2019 | «Палала »               | 2                       | —                       | —                       | —                       | —                       | NIRVANA       |

### За участі гурту
- 2019 — «Bedingungslos» (Tua feat. «KAZKA»)
- 2020 — «Baby I'm ok» («Kadebostany» feat. «KAZKA»)

## Музичні відео
| Рік  | Назва                                 | Режисер            | Альбом                     |
| ---- | ------------------------------------- | ------------------ | -------------------------- |
| 2017 | «Свята»                               | Сергій Ткаченко    | KARMA                      |
| 2018 | «Дива»                                | Сергій Ткаченко    | KARMA                      |
| 2018 | «Плакала»                             | Катерина Царик     | KARMA                      |
| 2019 | «Палала»                              | Алан Бадоєв        | NIRVANA                    |
| 2020 | «Ryzdvyana (Ой як же було)»           | Марія Коростельова | ТВА                        |
| 2020 | «Літаки» [OST «Побачення у Вегасі»]   | Станіслав Тіунов   | NIRVANA                    |
| 2020 | «Baby I'm ok» (спільно с Kadebostany) | Hasan Kuyucu       | DRAMA (альбом Kadebostany) |
| 2020 | «Пісня сміливих дівчат»               | Savannah Setten    | NIRVANA                    |
| 2022 | «I am not ok»                         | Сергій Ткаченко    | Поза альбомами             |

## Нагороди та номінації
| Рік  | Номіновано               | Категорія                             | Нагорода             | Результат | Дж     |
| ---- | ------------------------ | ------------------------------------- | -------------------- | --------- | ------ |
| 2018 | KAZKA                    | «Відкриття року»                      | YUNA                 | Перемога  | [ 43 ] |
| 2018 | KAZKA                    | «Нові імена»                          | Золота Жар-птиця     | Перемога  | [ 44 ] |
| 2018 | KAZKA                    | «Прорив року»                         | Золота Жар-птиця     | Номінація | [ 44 ] |
| 2018 | KAZKA                    | «Прорив року»                         | M1 Music Awards      | Перемога  | [ 45 ] |
| 2018 | «Плакала»                | «Хіт року»                            | M1 Music Awards      | Перемога  | [ 45 ] |
| 2019 | KAZKA                    | Найкращий поп-гурт                    | YUNA                 | Перемога  | [ 46 ] |
| 2019 | «KARMA»                  | Найкращий альбом                      | YUNA                 | Номінація | [ 46 ] |
| 2019 | «Плакала»                | Найкраща пісня                        | YUNA                 | Перемога  | [ 46 ] |
| 2019 | «Плакала»                | Найкращий відеокліп                   | YUNA                 | Номінація | [ 46 ] |
| 2019 | KAZKA                    | Поп-гурт                              | Золота Жар-птиця     | Перемога  | [ 47 ] |
| 2019 | «Плакала»                | Хіт року                              | Золота Жар-птиця     | Перемога  | [ 47 ] |
| 2019 | «Плакала»                | Кліп року                             | Золота Жар-птиця     | Номінація | [ 47 ] |
| 2019 | «Плакала»                | Пісня року (жіночій вокал)            | Top Hit Music Awards | Перемога  |        |
| 2019 | «Плакала»                | Відеокліп року (гурт) YouTube Ukraine | Top Hit Music Awards | Перемога  |        |
| 2021 | «М‘ята»                  | Пісня року (жіночій вокал)            | Top Hit Music Awards | Перемога  |        |
| 2021 | «Поруч» (feat. Alekseev) | Пісня року (змішаний вокал)           | Top Hit Music Awards | Перемога  |        |

## Благодійність
28 травня 2019 року гурт «KAZKA» спільно з Фундацією «Дім Рональда МакДональда» презентували дитячу книжку «KAZKA. У пошуках себе», автором тексту якої став Сашко Дерманський. Книжка була доступна у ресторанах МакДональдз до 15 червня, всі кошти від продажу були передані фундації на відкриття Сімейних Кімнат у лікарнях України.